# Dimorphanthera umbellata
Dimorphanthera umbellata là một loài thực vật có hoa trong họ Thạch nam. Loài này được Wernham mô tả khoa học đầu tiên năm 1916.